# کهور
کَهور کَور (نام علمی: Prosopis) نام چند گونه از درختان صحرایی که تقریباً در سراسر دشت‌ها و جویبارها، و پایهٔ کوه‌های مناطق خشک جهان دیده می‌شود. گاه تعداد محدودی در قلهٔ کوه‌ها نیز یافت می‌شود.
درخت کهور در مناطق گرمسیری و نیمه گرمسیری ایران، هند، استرالیا، آمریکای لاتین، آفریقای جنوبی و در صحرای سوزان امارات متحده عربی می‌روید و توانایی تحمل سخت شرایط آب و هوایی را داشته و در شرایط دشوار کم‌آبی، با درصد شوری زمین در حد آب دریا نیز رشد می‌یابد و با کمترین توجه، بیشترین سایه را در شرایط اقلیمی گرمسیری فراهم می‌آورد. شاخه‌های کج و معوج و عدم ریزش انبوه برگ آن در زمستان در سرزمین‌های گرمسیری، آن را درخت انتخابی شهری این اقلیم‌ها معرفی نموده‌است از این درخت در خوزستان جهت مقابله با ریزگردها استفاده میشود.
درختی است کهن‌سال به ارتفاع قریب به ۱۰ متر و گاه ارتفاعش تا بیست متر نیز رسیده‌است. در بعضی از مناطق صحرایی، شاید بیش از هزار سال عمر کند.
شاخه‌های این درخت سفید کمی مایل به خاکستری است.

## تغذیه دام
از شاخه‌های سبز درخت کُوِر برای تغذیهٔ دام مخصوصاً بز، گوسفند، گاو و شتر استفاده می‌شود، میوه درخت کُوِر مانند لوبیا چینی، اما باریکتر است که از آن هم برای تغذیهٔ دام استفاده می‌کنند. این درخت در تمام فصلهای سال سرسبز است.

## استفاده از چوب درخت کُوِر
از چوب درخت کُوِر گاهی برای ساخت ابزارآلات کشاورزی، صنایع دستی و زغال استفاده می‌شده‌است. به علت عدم مقاومت چوب کُوِر در برابر عوامل طبیعی، چوب کُنار که محکم تر است جای چوب کُوِر را گرفته‌است.
درختان کُوِر یا کَهور و پوشش فضای سبز آن را در سطح جهان بی نظیر قلمداد کرده‌اند و بعضی از جهانگردان آن را برتر از فضای سبز جزایر هاوایی و کارائیب توصیف نموده‌اند.

## کُور در فرهنگ جنوب
بر اساس پژوهش‌های جدید، درخت «کَهور» (کُوِر) که در فرهنگ «مردم جنوب» حداقل ریشه‌ای صد ساله دارد و در آثار سدید السلطنه کبابی و سفرنامه‌های جهانگردان از آن یاد شده‌است، نه تنها موجب ایجاد چهره‌ای بیابانی و نامطلوب در سطح شهر نمی‌شود، بلکه در بسیاری از شهرهای جهان، از این درخت در چیدمان مناظر شهری استفاده شده‌است و بسیاری از بلوارها و ساختمان‌های مرکزی و اصلی شهر نیز در پناه درخت پر سایهٔ «کَهور» (کُوِر) جای گرفته‌اند. این درخت از طرف انجمن مناظر مزیلاوالی آمریکا، به عنوان درخت منظره‌ای شهری انتخاب و معرفی شده‌است. پوشش سبز دانشگاه آریزونای آمریکا از گونه‌های این درختچه تشکیل یافته و ساختمان‌های منحصربه‌فرد این دانشگاه را در خود پناه داده‌اند.
- موضعی در عمان که به سبب زیادی درخت «غاف» یا همان «کهور» در آن، بدین اسم نامیده شده است. «عبیداللّه بن الحر» گفته است:[۵]

| جَعَلت قُصُورالأزد مابین مَنبج  |  | الی الغاف من وادی العُمان المَصُوب |
| بلاد نَفَت عنها العَدُو سُیُوفُنا |  | و صفرة عنها نازح الدار اَجنَب     |

## گونه‌ها
- کهور آرژانتینی Prosopis strombulifera
- کهور آفریقایی Prosopis africana
- کهور ایرانی Prosopis cineraria
- کهور پاکستانی Prosopis juliflora
- کهور جنگلی Prosopis glandulosa
- کهور درختچه‌ای Prosopis koelziana
- کهور سفید Prosopis alba
- کهور سیاه Prosopis nigra
- کهور شیلی Prosopis chilensis
- کهور مخملی Prosopis velutina
- کهورک Prosopis farcta
- Prosopis abbreviata
- Prosopis affinis
- Prosopis alpataco
- Prosopis argentina
- Prosopis articulata
- Prosopis burkartii
- Prosopis caldenia
- Prosopis calingastana
- Prosopis campestris
- Prosopis castellanosii
- Prosopis denudans
- Prosopis elata
- Prosopis ferox
- Prosopis fiebrigii
- Prosopis flexuosa
- Prosopis hassleri
- Prosopis humilis
- Prosopis kuntzei
- Prosopis laevigata
- Prosopis pallida
- Prosopis palmeri
- Prosopis pubescens
- Prosopis pugionata
- Prosopis reptans
- Prosopis rojasiana
- Prosopis rubriflora
- Prosopis ruizlealii
- Prosopis ruscifolia
- Prosopis sericantha
- Prosopis tamarugo
- Prosopis tamaulipana
- Prosopis torquata
- Prosopis vinalillo

## فهرست منابع و مآخذ
- دکتر:العوده، الغفلی، راشد،  (الأشجار المعمرة فی الامارات)  العروبة للنشر: بیرت، چاب دوم، انتشار سال ۱۹۸۵ میلادی. (به عربی).
- «عبیداللّه بن الحر» شاعر البادیة العمانیة
- محمدیان، کوخردی، محمد، “ «به یاد کوخرد» “، ج۲. چاپ اول، دبی: سال انتشار ۲۰۰۳ میلادی.